# Ashes of Hope
Pour plus de détails, voir Fiche technique et Distribution.
Ashes of Hope est un film américain réalisé par Walter Edwards, sorti en 1917.

## Synopsis
Jim Gordon est un étranger dans une petite ville de mineurs. Il refuse de boire ou de jouer car en fait il a été accusé de meurtre dans l'Est. Gonda, qui gère le saloon, tombe amoureuse de lui, mais un jour il reçoit une lettre de sa femme lui annonçant que son innocence a été prouvée et que, de plus, elle est enceinte...

## Fiche technique
- Titre original : Ashes of Hope
- Réalisation : Walter Edwards
- Scénario : Thomas H. Ince
- Photographie : Gus Peterson
- Production : Thomas H. Ince
- Société de production : Triangle Film Corporation
- Société de distribution : Triangle Distributing Corporation
- Pays de production :  États-Unis
- Langue originale : anglais
- Format : noir et blanc — 35 mm — 1,37:1 — Film muet
- Genre : Western
- Durée : 5 bobines
- Date de sortie :
  - États-Unis : 7 octobre 1917
- Licence : Domaine public

## Distribution
- Belle Bennett : Gonda
- Jack Livingston : Jim Gordon
- Jack Richardson : "Ace High" Lawton
- Percy Challenger : "Flat Foot"
- Josie Sedgwick : Belle